# Der unwiderstehliche Charme des Geldes
Der unwiderstehliche Charme des Geldes (Originaltitel: Association de malfaiteurs) ist eine französische Filmkomödie von Claude Zidi aus dem Jahr 1987.

## Handlung
Thierry, Gérard, Francis und Daniel, Freunde und ehemalige Kollegen der HEC Paris, besuchen einen von der Schule organisierten Abend. Gérard und Thierry sind Geschäftspartner, denen in dieser Sitcom vorgeworfen wird, einem reichen Tycoon den Safe gestohlen zu haben. Ein Streich geht nach hinten los, als die beiden ihren Kollegen Daniel glauben machen, er habe im Lotto gewonnen. Der Besitzer des Safes ruft die Polizei, die das Intrigantenduo verfolgt. Die beiden rauben den Safe ein zweites Mal aus, um den Verlust des beim ersten Raubüberfall gestohlenen Geldes zu decken. Monique ist die sinnliche Polizeikommissarin und Ex-Liebe des Raubopfers, die den seltsamen Fall untersucht.

## Besetzung und Synchronisation
Der unwiderstehliche Charme des Geldes wurde bei der Berliner Magma Synchron synchronisiert. Die Dialogregie führte Joachim Kunzendorf, der auch das Dialogbuch schrieb.
| Darsteller         | Deutscher Sprecher       | Rolle             |
| ------------------ | ------------------------ | ----------------- |
| François Cluzet    | Joachim Tennstedt        | Thierry           |
| Christophe Malavoy | Engelbert von Nordhausen | Gerard            |
| Véronique Genest   |                          | Monique Lemercier |
| Jean-Claude Leguay | Jürgen Heinrich          | Daniel            |
| Jean-Pierre Bisson | Hans-Jürgen Dittberner   | Bernard Hassler   |
| Claire Nebout      | Monica Bielenstein       | Claire            |
| Gérard Lecaillon   |                          | Francisco         |
| Hubert Deschamps   | Wolfgang Völz            | Onkel Gadin       |

## Kritik
„Gaunerkomödie in gediegener Inszenierung, die vom Charme ihrer Hauptdarsteller lebt und das Thema vom betrogenen Betrüger stilsicher abwandelt.“